# Vilhelm Schousboe
Vilhelm Carl Schousboe, född den 7 september 1841 i Faaborg, död den 26 februari 1900 i Aalborg, var en dansk präst. 
År 1864 blev han cand. theol., 1868 kateket och skolinspektör i Viborg, 1875 residerande kaplan vid Garnisons Kirke i Köpenhamn och 1879 sognepræst där. Därifrån kallades han 1888 till biskop i Aalborgs stift. Under 1870-talet hade han upprepade gånger varit lägerpräst i Hald. Schousboe var en mycket verksam man med praktisk blick. Som teolog och som pennans man var han inte speciellt betydande, men i det praktiska kyrkolivet gjorde han på alla sätt tillfyllest. I kyrkligt avseende var han utpräglat högkyrklig. I Köpenhamn verkade han bland annat för inre missionen och särskilt för arbetet bland ungdomen, och i Aalborg tog han initiativ till uppförandet av Vor Frelsers Kirke och ett församlingshem. Han skrev Syv Prædikener fra Lejren ved, Hald (1875), Foredrag over de ti Bud (1885), Om vore Dages kristelige Foreninger for unge Mænd (1886), en postilla (1887–88) och åtskilliga mindre arbeten.